# Grupo Angeloni
O Grupo Angeloni é a 2ª maior rede de supermercados de Santa Catarina e está rankeado entre os 50 maiores grupos varejistas do Brasil. O grupo tem uma gama de negócios que inclui supermercados, farmácias e postos de combustíveis, e é responsável pelas marcas online de e-commerce: Angeloni Eletro, Angeloni Super e Divvino. A Rede Angeloni está entre as 20 maiores empresas de Santa Catarina e entre os 10 supermercados com maior força de marca do país, de acordo com o ranking anual da Revista Exame de 2022, além de ser a 5ª maior rede de supermercados da região Sul. 
Com 34 lojas de varejo, 26 farmácias, 9 postos de gasolina e 1 centro de distribuição de mercadorias, espalhados por Santa Catarina e Paraná, tem presença também no online por meio dos e-commerces. O Angeloni conta com uma equipe de mais de 8,200 funcionários e possui também marcas próprias como A\CASA, A\BABY, Dona Helena e a Fiambreria, que estão localizadas dentro dos supermercados.

## História
O Angeloni foi fundado em 1958 pelos irmãos Antenor e Arnaldo Angeloni, como uma pequena fiambreria, na cidade de Criciúma, no sul de Santa Catarina. Mas foi no ano de 1969 que abriu sua primeira loja na cidade de Rincão, SC, a 30 km de Criciúma. Três anos depois, em 1972, em Criciúma, o Grupo inaugurou seu segundo supermercado. 
A inflação alta da época e a baixa concorrência no segmento resultaram num retorno rápido do investimento e a possibilidade de crescimento significativo do negócio a cada ano. Entre 1972 e 1978, as cidades Catarinenses de Laguna, Tubarão e Criciúma tiveram novos Supermercados Angeloni, com cada novo empreendimento sendo inaugurado a cada dois anos. Em 1983, a empresa chegou na cidade de Florianópolis, em Santa Catarina, cidade que até o final dos anos 2000 ganharia três Supermercados da Rede. 
Em 2002, o Angeloni expandiu suas fronteiras e inaugurou a primeira unidade fora do estado de Santa Catarina. O novo Supermercado Angeloni na cidade de Curitiba, no Paraná, foi símbolo importante do início da nova trajetória. E ao longo de todos esses anos, os princípios de responsabilidade social, comprometimento, qualidade, variedade e conforto proporcionados aos consumidores se consolidaram como os norteadores das estratégias instituídas pelos irmãos Angeloni e por todos que passaram a integrar o Grupo.
Empresa 100% familiar, o Angeloni há mais de seis décadas segue sua trajetória de expansão, desbravando novos mercados e fortalecendo o seu conceito de bem servir e respeito aos consumidores.
Marcando presença em mais de 20 cidades do Sul do Brasil, o grupo conquistou mais de 45 prêmios e tem atualmente mais de 70 unidades, entre Supermercados, Farmácias e Postos de Combustível, além do E-Commerce de Supermercado (Angeloni Super), do E-Commerce de Eletrodomésticos e Eletrônicos (Angeloni Eletro) e ainda um E-Commerce de Vinhos e Cervejas (Divvino), que entregam em todo o país. E, desde abril de 2022, somos um Marketplace In no qual empresas de fora vendem dentro do nosso site. O Grupo Angeloni segue tendo ainda muito o que conquistar e expandir no mercado de varejo brasileiro. 

## Bandeiras e marcas próprias

### Lojas Físicas
- Supermercados Angeloni: lojas que oferecem cerca de 18 mil itens, dos setores de bazar, bebidas, frios, laticínios, carnes, hortifrutigranjeiros, higiene, limpeza, mercearia e produção (confeitaria, padaria e lanchonete).
- Supercenters Angeloni: disponibilizam até 35 mil itens variados em uma loja com o conceito de one stop shop, incluindo serviços como praça de alimentação, banco, mercado, farmácia, chaveiro, lotérica, floricultura, lavanderia, etc, e posto de gasolina.
- Farmácias Angeloni: proporcionam medicamentos de procedência garantida, farmacêuticos de plantão, medicamentos genéricos, perfumaria importada, acessórios para bebês e muito mais.
- Postos de Combustível Angeloni: trabalham com tecnologia de última geração, pureza dos combustíveis testada periodicamente, procedência e qualidade garantidas, além de atendimento personalizado.
- Super A Atacadista: atacadista da Rede Angeloni, sediado em Blumenau.

### Lojas online
- Angeloni Super: E-Commerce de varejo de Alimentos e Bebidas (Adega, Carnes, Bomboniere, Molhos, Congelados e outros), itens para Casa e Pessoal (Higiene, Acessórios de Informática, Automotivo e Pet Shop entre muitas outras opções),  Nutrição Especial (Sem Glúten, Sem Lactose e Vegano), Conteúdo Especial (Produtos Orgânicos, Momento Café e Receitas) e Especial (Super Ofertas, Importados e Novidades).
- Angeloni Eletro: E-Commerce de Eletrodomésticos e Eletrônicos diversificados (Brinquedos, Cama, Mesa & Banho, Celular & Smartphone, Decoração, Eletroportáteis, Ferramentas, Lavanderia & Organização, Lazer, Moda Casa e muito mais) produtos no Outlet e Cupons de Descontos.
- Divvino: E-Commerce de Vinhos, Cervejas, Destilados, Produtos Gourmet, Acessórios, Kits e o ClubeD, programa de sócios com Vantagens Exclusivas.

### Marcas próprias
- A\Casa: marca de decoração e enxoval de casa, cheia de estilo e originalidade, com produtos exclusivos.
- A\Baby: marca exclusiva Angeloni de enxoval e decoração para o quarto do bebê, com produtos de alta qualidade, essenciais e com muito charme e elegância.
- Dona Helena: marca de produtos alimentícios, como azeitonas, aspargos, arroz, polvilho, etc.
- Fiambreria dos Supermercados Angeloni: estação de frios e carnes frias com produtos distribuídos com exclusividade. A marca remete ao empreendimento original dos irmãos Angeloni, que começou com uma fiambreria.

## Linha do tempo
Alguns momentos importantes na expansão do Grupo Angeloni:
- 1958 - Friamberia de Criciúma, SC, é inaugurada pelos irmãos Angeloni.
- 1959 - Primeira loja de autoatendimento de Santa Catarina é inaugurada em Criciúma.
- 1969 - Primeiro Supermercado Angeloni é inaugurado em Rincão, SC.
- 1970 - Lançamento da marca própria de produtos Angeloni.
- 1972 - Supermercado Angeloni é inaugurado em Criciúma, SC.
- 1974 - Supermercado Angeloni é inaugurado em Laguna, SC.
- 1976 - Supermercado Angeloni é inaugurado em Tubarão, SC.
- 1978 - Segundo Supermercado Angeloni é inaugurado em Criciúma, SC. E início da produção da marca própria.
- 1983 - Supermercado Angeloni é inaugurado em Florianópolis, SC.
- 1987 e 1989 - Dois novos Supermercados Angeloni são inaugurados em Florianópolis. Um deles é o primeiro hipermercado de Santa Catarina. Informatização de todo o processo operacional da Rede.
- 1992 - Supermercado Angeloni é inaugurado em Blumenau, SC.
- 1997 - Primeira Farmácia Angeloni é inaugurada em Blumenau, SC.
- 1998 - Novas Farmácias Angeloni são inauguradas nas cidades de Blumenau e Florianópolis, SC.
- 1999 - Lançamento do E-Commerce de Angeloni Super.
- 2002 - Farmácia e Supermercado Angeloni são inaugurados pela primeira vez fora de Santa Catarina, na cidade de Curitiba, no estado do Paraná.
- 2006 - Início de funcionamento do Centro de Distribuição, localizado em Porto Belo, SC, com processo operacional totalmente automatizado.
- 2008 - Comemoração de cinquenta anos do Grupo Angeloni.
- 2010 - Segunda tentativa do grupo Wal Mart comprara  a rede.[6]
- 2013 - Supermercado Angeloni é inaugurado em Maringá, PR.
- 2021 - Supermercado e Farmácia Angeloni são inaugurados em Londrina, PR.

## Programas sociais

### Ação ONG´s Animais
Programa Angeloni de doação de ração e produtos para pets a ONGs animais do estado de Santa Catarina. Todos os meses, são separados produtos como ração, ossinhos, areia de gato e outros, que sofreram alguma avaria mas ainda próprios para consumo e destinados para entidades e ONGs que se dedicam ao bem-estar e direito dos animais. A ação tem como objetivo social ajudar as instituições que trabalham em busca de alternativas para acolher e proteger o grande número de animais abandonados no Brasil. 

### Angeloni Cidadania
Com o objetivo de promover a inclusão social, a cidadania e incentivar a população a ter um estilo de vida mais saudável, o projeto oferece à comunidade serviços gratuitos, como corte de cabelo, orientação sobre documentos, feira de troca de objetos, aferição da pressão arterial, testes de glicemia e consultas de saúde bucal, dicas de alimentação saudável, oficinas de culinária e informações sobre o meio ambiente, além de apresentações artísticas, espaço infantil e muito mais. Os eventos acontecem sempre aos sábados, durante o dia inteiro, em diversas cidades, nas lojas de Florianópolis, Joinville, Tubarão, Criciúma, Brusque, Balneário Camboriú, Itajaí, Blumenau, Lages, Araranguá e Jaraguá do Sul. Tendo atendido nos dois primeiros anos aproximadamente 146 mil pessoas (62 mil em 2016 e mais de 85 mil em 2017).

### Angeloni Preserva
Iniciativas e investimentos que visam aprimorar a preservação do meio ambiente, o desempenho ambiental e o consumo consciente, tanto da Rede, como de seus clientes. 

### Natal Super Feliz Angeloni
A Rede Angeloni promove desde 2002 a campanha de solidariedade “Natal Super Feliz”. Desde o início, já foram cerca de 46 mil as crianças carentes beneficiadas, recebendo roupas, calçados e brinquedos. A iniciativa propõe que clientes de todas as cidades onde a rede está presente, nos estados de Santa Catarina e no Paraná, sejam parceiras para proporcionar um natal mais alegre para cada uma dessas crianças. 

### Sr. Desconto
Nesse programa, clientes acima de 60 anos, e sócios do Clube Angeloni, recebem 10% de desconto na compra de medicamentos nas Farmácias da Rede, todos os dias, e 5% de desconto nas terças-feiras nas compras nos Supermercados da Rede, com exceção dos produtos de Eletro.

### Troco da Bondade
A campanha “Troco da Bondade” busca estimular os clientes a doarem seu troco para uma instituição de caridade, ficando registrado no cupom fiscal o valor e o nome da instituição. O Angeloni ainda acrescenta 5% do que foi depositado e repassa o valor total das doações feitas em cada loja da Rede para uma entidade assistencial previamente escolhida. O projeto reúne milhares de contribuições singelas, que, juntas, fazem uma grande diferença na vida de muitas pessoas.

### Bazar do Idoso
O Angeloni promove o Bazar do Idoso anualmente, em diferentes cidades, com o objetivo de ajudar instituições beneficentes o valor total apurado na venda de uma variedade de produtos, com pequenas avarias, mas que não comprometem a sua função. Só no ano de 2022, o Angeloni repassou o valor de R $ 35.172,00 à Casa São José, da cidade de Jaraguá do Sul/SC.

## Programas internos

### CAED - Centro Angeloni de Educação e Desenvolvimento
O programa tem como objetivo proporcionar treinamento técnico e comportamental para todos os funcionários, durante as horas de trabalho, facilitando o desenvolvimento e aprendizado da equipe.

### Programas de contratação de profissionais da terceira idade, de pessoas com deficiência e do Jovem Aprendiz
O intuito desses programas vai além da inclusão social, garantindo a troca de conhecimento e experiências essenciais entre as equipes, e promovendo uma cultura de empatia e constante desenvolvimento para todo o Grupo Angeloni.

## Prêmios
O Grupo Angeloni vem se destacando nas premiações voltadas para o segmento ao longo dos últimos anos. Sendo eleito 17 vezes “Supermercado do Ano/Prêmio Mérito Acats Exposuper”, da Associação Catarinense de Supermercados (Acats), o Grupo foi 26 vezes como a mais lembrada no setor de supermercados no prêmio “Top of Mind” Santa Catarina. Alguns dos prêmios recebidos nos últimos anos foram:
- 2022 - recebeu pela 26ª vez consecutiva a premiação Top Of Mind Santa Catarina, uma parceria com Instituto MAPA, como a marca mais lembrada em Santa Catarina, na categoria de Supermercados.

- 2021 - 3º lugar no prêmio Reclame Aqui na categoria "Supermercados e Atacados Online", a maior premiação de atendimento do Brasil.

- 2018 - Além do prêmio Top Of Mind Santa Catarina (24ª vez consecutiva), o grupo Angeloni recebeu o prêmio Mérito ACATS de Supermercado mais admirado pelos consumidores do Planalto Serrano (Regional).

- 2017 - Recebeu o prêmio Top Of Mind Santa Catarina como a marca mais lembrada em Santa Catarina, na categoria Supermercados, pela 23ª vez. E o prêmio Mérito ACATS em 4 categorias, como o Supermercado mais admirado pelos consumidores do estado.

- 2016 - Foi a 22ª vez consecutiva que recebeu o prêmio Top Of Mind Santa Catarina como a marca mais lembrada de Supermercados. Recebeu também o prêmio Mérito ACATS em 4 categorias: Supermercado mais admirado pelos consumidores do estado de Santa Catarina, da cidade de Florianópolis, e ainda o de Supermercado mais admirado pelos consumidores do Planalto Serrano e Vale do Itajaí, estes últimos na categoria regional. Ficou em 12º no ranking ABRAS/Superhiper em parceria com a Nielsen. E também ficou entre as 100 Melhores Empresas em Cidadania Corporativa, de acordo com o Grupo Gestão RH em parceria Revista Você S/A | FIA – Época| GPTW.

- 2015 - Recebeu o prêmio Mérito ACATS em 4 categorias como Supermercado mais admirado pelos consumidores em Santa Catarina (estadual), Florianópolis e Planalto Serrano (regional). Ganhou também o prêmio LIDE Varejo, em Gestão de Pessoas. Ficou entre as 100 Melhores Empresas em Cidadania Corporativa, de acordo com o Grupo Gestão RH em parceria com Revista Exame e Você S/A – Época| GPTW. Além de ter ficado dentre as “150 Melhores Empresas em Práticas de Gestão de Pessoas” no mesmo prêmio.

- 2014 - recebeu o prêmio de Melhores Empresas para Trabalhar no Varejo, pelo Great Place to Work, além do prêmio de Melhores Empresas para Trabalhar em Santa Catarina na mesma premiação, em parceria com a Revista Amanhã. Levou também o prêmio ÍMPAR (Índice de Marcas de Preferência e Afinidade Regional), do Grupo RIC em parceria com IBOPE Inteligência, pelo 7º ano consecutivo. Nesse mesmo ano, ganhou na categoria de Sustentabilidade o prêmio LIDE de Varejo. E recebeu o prêmio Mérito ACATS em 4 categorias – Supermercado mais admirado em Santa Catarina (estadual) e Florianópolis, Norte e Vale do Itajaí (regional). Levou também na premiação Melhores Empresas em Cidadania Corporativa pela Editora Gestão e RH.
- 2013 - recebeu os prêmios de Melhores Empresas para Trabalhar no Brasil, e Melhores Empresas para Trabalhar em Santa Catarina do Great Place to Work em parceria com Revista Amanhã. Além de ter rankeando entre as 150 Melhores Empresas em Práticas e Gestão de Pessoas, de acordo com a Revista Gestão RH.